# Альварес Варгас, Себастьян
Себастьян Альварес Варгас (исп. Sebastián Álvarez Vargas; род. 29 августа 2001, Санта-Крус-де-ла-Сьерра) — боливийский футболист, полузащитник клуба «Ориенте Петролеро» и сборной Боливии.

## Клубная карьера
Альварес — воспитанник клуба «Ориенте Петролеро». 1 мая 2021 года в матче против «Рояль Пари» он дебютировал в боливийской Примере. 27 мая 2022 года в поединке Южноамериканского кубка против бразильского «Флуминенсе» Себастьян забил свой первый гол за «Ориенте Петролеро».

## Международная карьера
1 июня 2024 года в товарищеском матче против сборной Мексики Альварес дебютировал за сборную Боливии.